# واجهة رابطة الشبكة العالمية البرمجية لتحديد المواقع
واجهة رابطة الشبكة العالمية البرمجية لتحديد المواقع هو مجهود من رابطة الشبكة العالمية (W3C) لتوحيد واجهة لاسترداد معلومات الموقع الجغرافي (Geolocation) لجهاز من جانب العميل. وهو يحدد مجموعة من الكائنات ، متوافقة مع معيار إي سي إم ايه سكريبت، والتي تعطي التنفيذ في تطبيق العميل موقع جهاز العميل من خلال استشارةخوادم معلومات الموقع (Location information server)، والتي تكون شفافة لواجهة برمجة التطبيقات (API). المصادر الأكثر شيوعًا لمعلومات الموقع هي عنوان آي بي، واي-فاي وعنوان التحكم في الوصول إلى الوسائط، البلوتوث، أو تحديد الهوية بموجات الراديو (RFID)، أو موقع اتصال واي-فاي، أو نظام التموضع العالمي (GPS) ومعرفات خلية GSM / CDMA. يتم إرجاع الموقع بدقة محددة بناءً على أفضل مصدر لمعلومات الموقع المتاحة.
1. ↑  وصلة مرجع: https://api.github.com/repos/w3c/geolocation-api. الوصول: 17 ديسمبر 2018.